# جمشید نصیری
جمشید نصیری (انگلیسی: Jamshid Nassiri؛ زاده ۲۳ فوریهٔ ۱۹۵۹) یک بازیکن فوتبال اهل ایران است.